# Ислам-ходжа
Сеид Ислам-ходжа (узб. Said Islomxoʻja / Саид Исломхўжа / سید اسلامخاوجا) — главный визирь (премьер-министр) Хивинского ханства в 1907—1913 годах.

## Биография
Сеид Ибрахим-ходжа огли родился в 1872 году в семье представителя исламского духовенства — Сеид Ибрагим-ходжи.
У Ибрагима ходжи (умер в 1889 году) было четыре сына: Исмаилходжа, Исламходжа, Ишанходжа, Мухаммад Якубходжа.
В начале своей карьеры являлся наместником в Хазараспе. В 1907 году, в возрасте 35 лет был назначен главным визирем (премьер-министром) Хивинского ханства, став вторым человеком государства в этом среднеазиатском ханстве, и одним из самых молодых главных визирей в истории ханства. В тот период, ханом Хивинского ханства являлся Мухаммад Рахим-хан II.
В 1910 году, после смерти Мухаммад Рахим-хана II и воцарения в место него его сына — Асфандияр-хана, Ислам-ходжа начал играть еще большую роль в жизни и истории ханства. Асфандияр-хан на один год был старше Ислам-ходжи. Сеид Ислам-ходжа имел большую популярность среди населения ханства и части правящей верхушки, как просвещенный, мудрый и справедливый визирь. 

## Политика модернизации
В эпоху правления Асфандияр-хана несколько раз бывал в Санкт-Петербурге и Москве в составе делегации Хивинского ханства, симпатизировал и восхищался европейской культурой, пытался распространять современную культуру в Хивинском ханстве. С разрешения хана, принимал в ханстве ряд иностранных послов и делегаций из европейских стран. Ислам-ходжа пытался модернизировать ханство. Его усилиями и на его собственные средства были построены хлопкоочистительный завод, первая в ханстве электростанция, больница и аптека, почта, телеграф и светские школы джадидизма, а также русскую школу.
Сеид Ислам-ходжа являлся руководителем правого крыла хорезмских джадидистов, которая объединяла баев (богачей), промышленников, купцов и торговцев. Это было одним из редких случаев, когда один из руководителей государства «примкнул» к джадидизму. Правое крыло хорезмских джадидистов в отличие от левого крыла, выступала за сохранение монархии в Хорезме, но при условии осуществления либеральных преобразований и масштабных реформ общественно-политической и экономической жизни ханства. В соседних к Хивинскому ханству государствах, например в каджарском Иране произошла Конституционная революция; в Российской империи произошли Первая русская революция, которые потерпели поражение. В соседнем Бухарском эмирате обстановка была по-прежнему традиционно консервативной, бухарское руководство во главе с Сеид Алим-ханом как и хан Хорезма Асфандияр-хан и его приближенные, не хотели радикальных преобразований.

## Постройки Ислам-ходжи
В 1910 году усилиями и на средства Ислам-ходжи было завершено строительство на юго-востоке Ичан-Калы (внутреннем городе Хивы) крупного комплекса — медресе Ислам-Ходжи и одноименного минарета высотой 44,6 метров, который стал самым высоким минаретом Хивы и всего Хивинского ханства, совсем немного уступив по высоте минарету Калян в Бухаре — в столице соседнего Бухарского эмирата.

## Поддержка фотографии и кино
В отличие от политики консервативного руководства соседнего Бухарского эмирата, Ислам-ходжа способствовал развитию и зарождению в Хорезме фотографии и кино, приглашал в Хиву российских и европейских специалистов. Поддерживал первого хорезмского и узбекского фотографа и кинооператора — Худайбергена Деванова.

## Семья
Известно, что одной из жен Афсандияр-хана являлась дочь Сеид Ислам-ходжи, и Ислам-ходжа являлся тестем Асфандияр-хана. Сам Ислам-ходжа также был женат. Известно имя лишь одного его сына, которого звали Абдусалам-ходжа.

## Убийство
Известны ряд публичных выступлений Ислам-ходжи, в которых он высказывался против некоторых обычаев и шариатских наказаний для преступников и неугодников. Он требовал также пресечения произвола чиновников и введения административных реформ, которые предупредили бы растущее недовольство крестьянских масс. По некоторым данным, это согласовывалось с мнением Туркестанского генерал-губернаторства, которое с севера и с северо-востока граничило с Хивинским ханством. В 1910 году руководство Хивы было вынуждено опубликовать манифест ограничивающий права земельного байства и духовенства, который вызвал волну реакций со стороны консервативной части руководства ханства. По некоторым данным, им удалось склонить на свою сторону Асфандияр-хана, убедив его в том, что Ислам-ходжа представляет собой угрозу ханской власти и целостности государства.
В 1913 году, в один из дней, Асфандияр-хан пригласил его в свой дворец и отпустил его ночью, только после позднего намаза Иша. По дороге в свой загородный дворец, который находился возле кладбища Оглан Адиз-бобо, на Ислам-ходжу напали несколько человек и нанесли ему несколько смертельных ножевых ранений. После его смерти, Асфандияр-хан плакал, а затем приказал убить всех исполнителей этого преступления, хотя он знал о готовящемся убийстве, и по словам основателя младохивинцев — Палваннияз-ходжи Юсупова, непосредственным заказчиком убийства являлся сам Асфандияр-хан. Узнав об убийстве реформатора, из Российской империи приехала специальная комиссия для его расследования, но она была подкуплена ханскими приближенными и духовенством, врагами Ислам-ходжи. Вскоре после убийства Ислам-ходжи, был застрелен его сын — Абдусалам-ходжа, а правая рука и помощник Ислам-ходжи — Раим-Берген был живым закопан в землю.

## Награды

#### Хивинское ханство
- Обладатель высшего титула «Ва́зири Акба́р» (Великий визирь)

#### Российская империя
- Кавалер Ордена Белого орла
- Кавалер Императорского ордена Святой Анны I и II степени
- Кавалер Императорского и царского ордена Святого Станислава I и II степени
- Обладатель Медали «В память коронации Императора Николая II»

## Фильмография
В 2018 году состоялась премьера фильма «Ислам-ходжа» в жанре исторической драмы по сценарию Джурабека Рузметова. Режиссером фильма является Джахонгир Ахмедов.